# Аппат (острів)
Острів Аппат (стара орфографія: Agpat) є нежилим  острівом в муніципалітеті каасуїтсуп місті на північному заході Гренландії. Площею  211 км2 (81,5 миля2),  це один з найбільших островів у системі фіордів Уумманнак, розташований у північно-центральній його частині. Це місце колишніх поселень Рітенбенк та Какортуаціак.
Вертольоти Air Greeland підходять до вертодрому Укуссісат на шляху від вертодрому Уумманнак уздовж південної та західної стіни Аппату, щоб потім пройти над вузькою протокою Аппат-Ікерат між Аппатом та меншим гірським островом Саллек.

## Географія

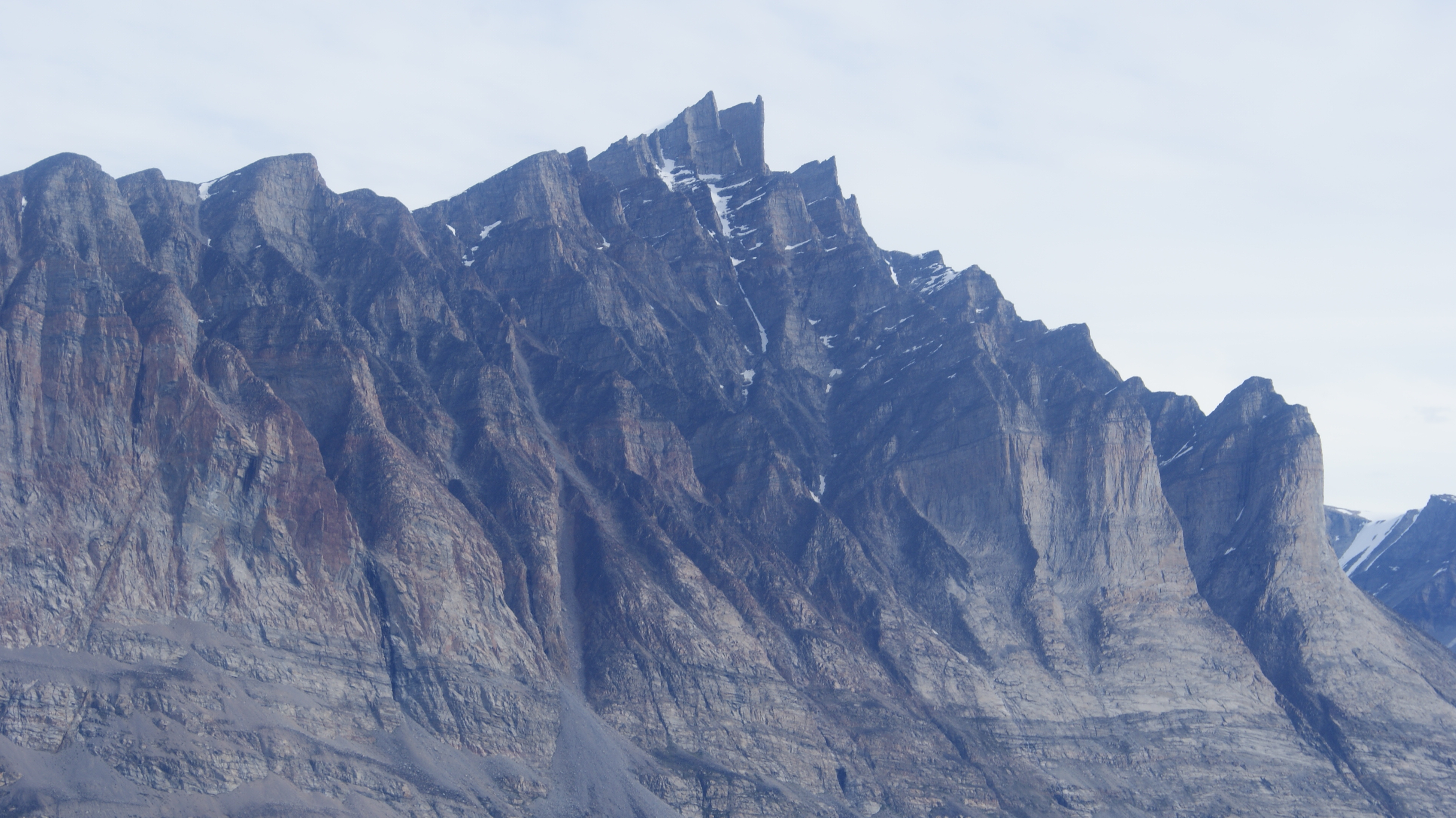
Salliarusiarsuup Qaqarsua, висота 1516 m четверта за висотою гора на острові.

Острів Аппат відокремлений від острова Уумманнак та острова Сальярусек на півдні центральним рукавом фіорду Уумманнак; від острова Саллек на заході протокою Аппат Ікерат; від півострова Укукусісат на півночі та північному сході протокою Торсукаттак. Невеликий архіпелаг низькорослих шхер лежить безпосередньо на південному сході острова з невеликим поселенням Сааттут.
Це дуже гориста, зі стрімкими стінами, що падають з заледеніння на вищому рівні плато в усіх напрямках. Плато (і сам острів) ділиться навпіл долиною Накеллорсуак. Найвища точка на острові — Аппат-Кака (1 685,9 м (5 531,2 фут)),  вершина в західній частині заледенілого плато вершини. Берегова лінія не розвинена, крім фіорду Уміасукасууп Ілуа на південно-східному кінці.
|  |  |

## Миси
| Ім'я              | Напрямок                  | Широта N     | Довгота W    |
| ----------------- | ------------------------- | ------------ | ------------ |
| Наакалекаок       | Західна Капська провінція | 70 ° 53′45 ″ | 52 ° 10′55 ″ |
| Панія             | Північний Кап             | 70 ° 58′51 ″ | 52 ° 02′35 ″ |
| Uiffaq            | Східний Кап               | 70 ° 52′32 ″ | 51 ° 34′17 ″ |
| Кангімут Саммісок | Південний Кап             | 70 ° 50′25 ″ | 51 ° 40′50 ″ |

## Видобуток корисних копалин
Какортуаціак, розташований на північному узбережжі Аппату біля берега протоки Торсукаттак, - це колишній мармуровий кар’єр зараз занедбаний. Видобувна діяльність у цьому районі, ймовірно, відновиться в майбутньому  забезпечуючи економічне життя громадам регіону Уумманнак, зберігаючи відносно новий аеропорт Каарсут відкритим. 

## Доступ
До острова можна дістатися за допомогою індивідуально зафрахтованих рибальських човнів із Сааттута, поселення на череві біля південно-східного мису або з Укукусісата на північний захід. Туристичні пакети відвідують "пустелю" на мисі в рамках організованого туру з Уумманнака.  Рух всередині Аппату обмежений альпінізмом .

## Дивитися також
- Список островів Гренландії

## Зовнішні посилання
- Вікісховище має мультимедійні дані за темою: Аппат (острів)</img>
- Розвиток вулканів у басейні Нуусуак, Західна Гренландія [Архівовано 20 вересня 2013 у Wayback Machine.]